# Counting Crows
Counting Crows est un groupe de folk rock et rock alternatif américain, originaire de Berkeley, en Californie. Il est devenu célèbre à partir de 1994 après la sortie de leur album August and Everything After, dont est issue la chanson Mr. Jones. Le chanteur Adam Duritz et le guitariste David Bryson (tous deux membres du groupe The Himalayans) forment Counting Crows à San Francisco en 1991. Leur premier album, August and Everything After sort en 1993. Le groupe devient mondialement connu avec la chanson Mr. Jones dont les paroles sont inspirées de l'enfance de Marty Jones, ami d'Adam et bassiste dans les Himalayans.
C'est en 1996 que sort Recovering the Satellites, leur second album. Plus mélodique que le précédent, il contient des titres calmes comme Recovering the Satellites ou les singles A Long December et Miller's Angels. Puis en 1999 This Desert Life sort à son tour. Cet album connait rapidement du succès, notamment grâce à Hanginaround et surtout à Colorblind (qui figurera sur la bande originale du film Sexe intentions). Mise à part la sortie de leur quatrième album  Hard Candy en 2002, Counting Crows reprend la chanson de Joni Mitchell Big Yellow Taxi 1970. Le groupe semble se rapprocher d'un rock plus classique. Il reprend notamment en live, des chansons d'artistes tels que Bruce Springsteen, Rod Stewart, Pure Prairie League, Rolling Stones, Grateful Dead, Van Morrison, U2 et Oasis.
En 2004 le groupe voit la chanson Accidentally in Love apparaître sur la bande originale du film Shrek 2, et deviendra elle aussi très populaire. Elle est d'ailleurs nommée pour un Oscar du cinéma. En 2009, ils quittent leur label Geffen Records, filiale de Universal Music, afin de s'autoproduire via internet,.

## Biographie

### Débuts (1991–1992)
Adam Duritz, ancien membre du groupe The Himalayans, originaire de la Baie de San Francisco, et le producteur et guitariste David Bryson forment Counting Crows à San Francisco en 1991. Ils commencent comme duo acoustique, jouant quelques concerts dans et en dehors de Berkeley et San Francisco. Un autre ami, le guitariste David Immerglück, jouait avec eux de temps à autre, mais également avec d'autres groupes. Alors que le groupe enregistre quelques démos et que d'autres musiciens se joignent au duo, Immerglück enregistre quelques chansons pour leur premier album. Il déclinera l'offre du groupe de les rejoindre, car étant déjà membres de Monks of Doom et Camper Van Beethoven. En 1993, la formation du groupe se stabilise et comprend alors Duritz au chant et occasionnellement au piano, Bryson à la guitare, Matt Malley à la basse, Charlie Gillingham aux claviers, et Steve Bowman à la batterie, et le groupe se popularise dans la baie. La même année, ils signent chez Geffen Records. Le 16 janvier 1993, le groupe, encore relativement inconnu, remplace Van Morrison à la cérémonie du Rock & Roll Hall of Fame et est présenté par un Robbie Robertson enthousiaste. À la cérémonie, ils reprennent la chanson Caravan de Van Morrison.
Avant de signer chez Geffen, le groupe enregistre des versions démos de plusieurs chansons connues sous les titres de Flying Demos. Les chansons comprennent Rain King, Omaha, Anna Begins, Einstein on the Beach (For an Eggman), Shallow Days, Love and Addiction, Mr. Jones, Round Here, 40 Years, Margery Dreams of Horses, Bulldog, Lightning, et We're Only Love.

### Succès (1993–2001)

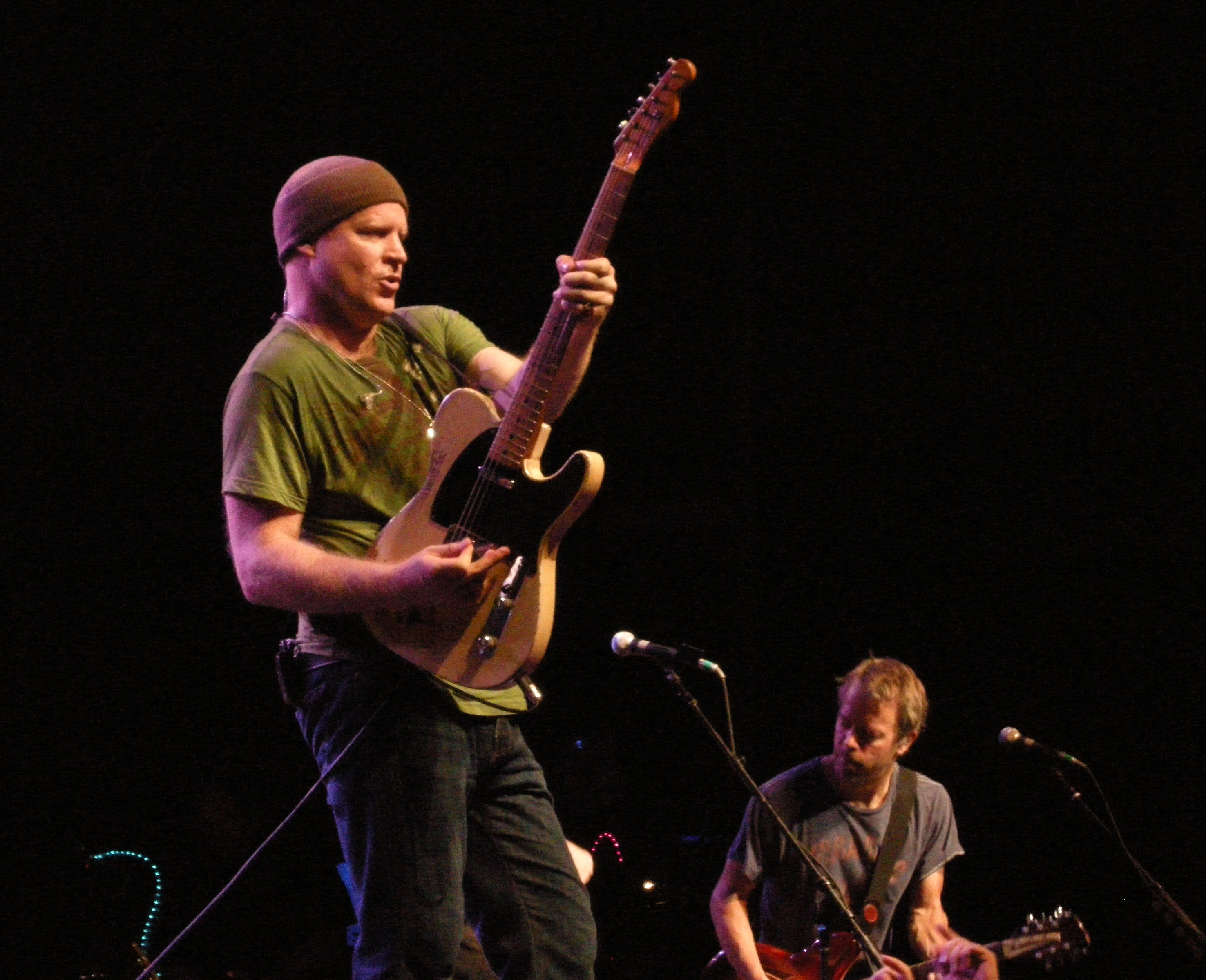
Dan Vickrey, David Bryson.

Depuis les débuts, Counting Crows se consacre aux apparitions scéniques. Le premier album du groupe, August and Everything After, produit par T-Bone Burnett, est publié en septembre 1993. Le groupe tourne intensément en 1993 et 1994, en tête d'affiche et aussi aux côtés de groupes comme Cracker, the Cranberries, Suede, Bob Dylan, Los Lobos, Jellyfish, et Midnight Oil. Le premier single, Mr. Jones, s'inspire du bassiste du groupe The Himalayans, qui était un ami d'enfance de Duritz, Marty Jones, et Kenney Dale Johnson, le batteur de Silvertone, le groupe de Chris Isaak,. Duritz chantait cette chanson pour rire, et l'imaginait se populariser. Cependant, il ne réalisera pas, qu'en décembre 1993, MTV commençait à diffuser la vidéo de la chanson. Elle devient un succès surprise et fait connaitre le groupe. August and Everything After devient l'album le plus rapidement vendu depuis Nevermind de Nirvana. Propulsé par le premier single, et l'accueil positif de magazines tels que Rolling Stone, le groupe décide de recruter un second guitariste, ce qu'il fait en la personne de Dan Vickrey. En 1994, le groupe apparait au Saturday Night Live et au Late Show with David Letterman, et tourne avec les Rolling Stones, . L'album compte sept millions d'exemplaires vendus, mais le groupe est écrasé par le succès ; le batteur Steve Bowman part, et Duritz souffrira d'un burnout, ce qui n'est pas son premier.
Le 2 juillet 1997, Counting Crows tourne en tête d'affiche avec The Wallflowers jusqu'en septembre. Cette tournée fait participer en ouverture Bettie Serveert, Engine 88, Gigolo Aunts, et That Dog. Après neuf mois de tournée en soutien à l'album, Duritz commence à souffrir des cordes vocales en 1997, ce qui mène à l'annulation de plusieurs concerts,. Après quelque temps de repos, le groupe tourne jusqu'à la fin 1997, concluant avec un concert au Hammerstein Ballroom, à New York. Ce concert est enregistré et publié comme double-album sous le titre Across a Wire: Live in New York City.

### Tournées intensives et nouveaux albums (1999–2009)

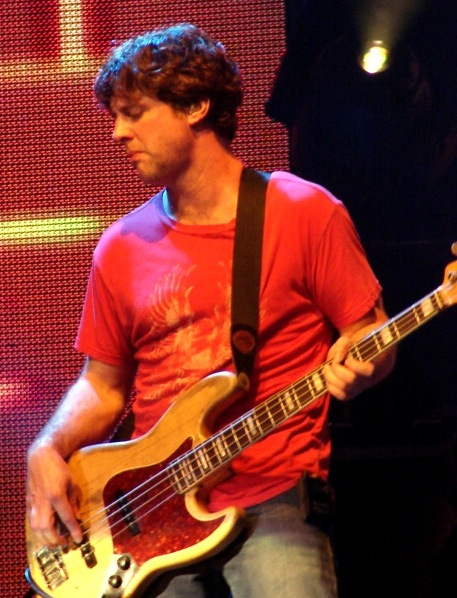
Le bassiste Millard Powers.

En 1999, Counting Crows joue à Woodstock '99. Plus tard dans l'année, le groupe publie This Desert Life, dont les ventes sont propulsées par le succès de Hanginaround et Colorblind, qui est dans la bande-son du film Cruel Intentions. En soutien à l'album, le groupe tourne avec Live. Counting Crows conclura la quasi-totalité des concerts. Avant l'album, le groupe invite le joueur de session et vieil ami du groupe, David Immerglück, à devenir membre officiel.
Le 9 juillet 2002, le groupe publie son quatrième album, Hard Candy. Il comprend une reprise de la chanson Big Yellow Taxi de Joni Mitchell. Vanessa Carlton contribue aux chœurs de la version éditée de la chanson, qui devient la bande originale du film Two Weeks Notice et est rééditée dans les futurs albums de Hard Candy. Au milieu de la tournée Hard Candy, le batteur Ben Mize quitte le groupe d'un commun accord pour s'occuper de sa famille. Après avoir terminé la tournée américaine, Mize est remplacé par Jim Bogios, ancien batteur de Ben Folds et Sheryl Crow. Jim décide de quitter Sheryl Crow pour Counting Crows à cause de divergences. En 2004, Accidentally in Love devient la bande-son du film à succès Shrek 2. La chanson est nommée pour un Academy Award,.
En juin 2006, le groupe publie New Amsterdam: Live at Heineken Music Hall, un album live album qui comprend leurs performances de 2003 en soutien à Hard Candy. En tournée en juillet 2007, le groupe avant le Home Run Derby au MLB All-Star Game et jouent deux nouveaux extraits au Daniel S. Frawley Stadium de Wilmington, dans le Delaware, une nouvelle ballade intitulée Washington Squar et une chanson hard rock intitulée Cowboys. Le 8 août 2007, VH1 filme une performance de Mr. Jones. Le 16 janvier 2008 sort un single numérique. Il comprend le single 1492 issu de Saturday Nights, et When I Dream Of Michelangelo de Sunday Mornings. L'album est publié le 14 mars 2008.

### Indépendance (depuis 2010)
En conclusion à la tournée Traveling Circus, Duritz revient à New York et les autres membres se retirent en Californie. Vickrey et Bogios enregistre l'album éponyme de leur nouveau projet, The Tender Mercies, publié le 24 octobre 2011. Leur album tant attendu August and Everything After: Live at Town Hall est publié le 30 août 2011. Ils reviennent en studio au printemps 2011 pour enregistrer quelques reprises et un nouvel album, après la sortie de Saturday Nights and Sunday Mornings.

## Membres

### Membres actuels
- David Bryson – guitare rythmique, chant (depuis 1991)
- Adam Duritz – chant, piano (depuis 1991)
- Charlie Gillingham – claviers, piano, accordéon, clarinette (depuis 1992)
- Dan Vickrey – guitare solo, banjo, chant (depuis 1994)
- David Immerglück – guitares rythmique et solo, pédale, banjo, mandoline, chant (depuis 1999, membre de session 1993–1999)
- Jim Bogios – batterie, percussions (depuis 2002)
- Millard Powers – basse, claviers, chant (depuis 2005)

### Anciens membres
- Steve Bowman – batterie, percussions (1991–1994)
- Matt Malley – basse, chant (1992–2005)
- Ben Mize – batterie, percussions, chant (1994–2002)

## Discographie

### Albums studio
- 1993 : August and Everything After
- 1996 : Recovering the Satellites
- 1999 : This Desert Life
- 2002 : Hard Candy
- 2008 : Saturday Nights & Sunday Mornings
- 2012 : Underwater Sunshine
- 2014 : Somewhere Under Wonderland
- 2021 : Butter Miracle, Suite One

### Albums cover
- 2012 : Underwater Sunshine (or What We Did on Our Summer Vacation)

### Albums live
- 1998 : Across a Wire: Live in New York City
- 2006 : New Amsterdam: Live at Heineken Music Hall 2003
- 2011 : August and Everything After: Live at Town Hall

### Compilations
- 2003 : Films About Ghosts (The Best of...)

### Singles
- Mr. Jones (August and Everything After, 1993)
- Round Here (August and Everything After, 1994)
- Einstein On The Beach (For An Eggman) (DGC Rarities Volume 1, 1994)
- Rain King (August and Everything After, 1995)
- A Murder Of One (August and Everything After, 1995)
- Angels of the Silences (Recovering the Satellites, 1996)
- Daylight Fading (Recovering the Satellites, 1997)
- A Long December (Recovering the Satellites, 1997)
- Hanginaround (This Desert Life, 1999)
- Mrs. Potter's Lullaby (This Desert Life, 2000)
- All My Friends (This Desert Life, 2000)
- American Girls (Hard Candy, 2002)
- Miami (Hard Candy, 2002)
- Big Yellow Taxi (Hard Candy, 2003)
- If I Could Give All My Love (Richard Manuel Is Dead) (Hard Candy, 2003)
- Holiday in Spain (Avec Bløf) (Hard Candy, 2004)
- She Don't Want Nobody Near (Films About Ghosts (The Best Of...), 2004)
- Accidentally In Love (2004)
- You Can't Count On Me (2008)
- Mercy (2012)